# Elektrownia wodna Merikoski

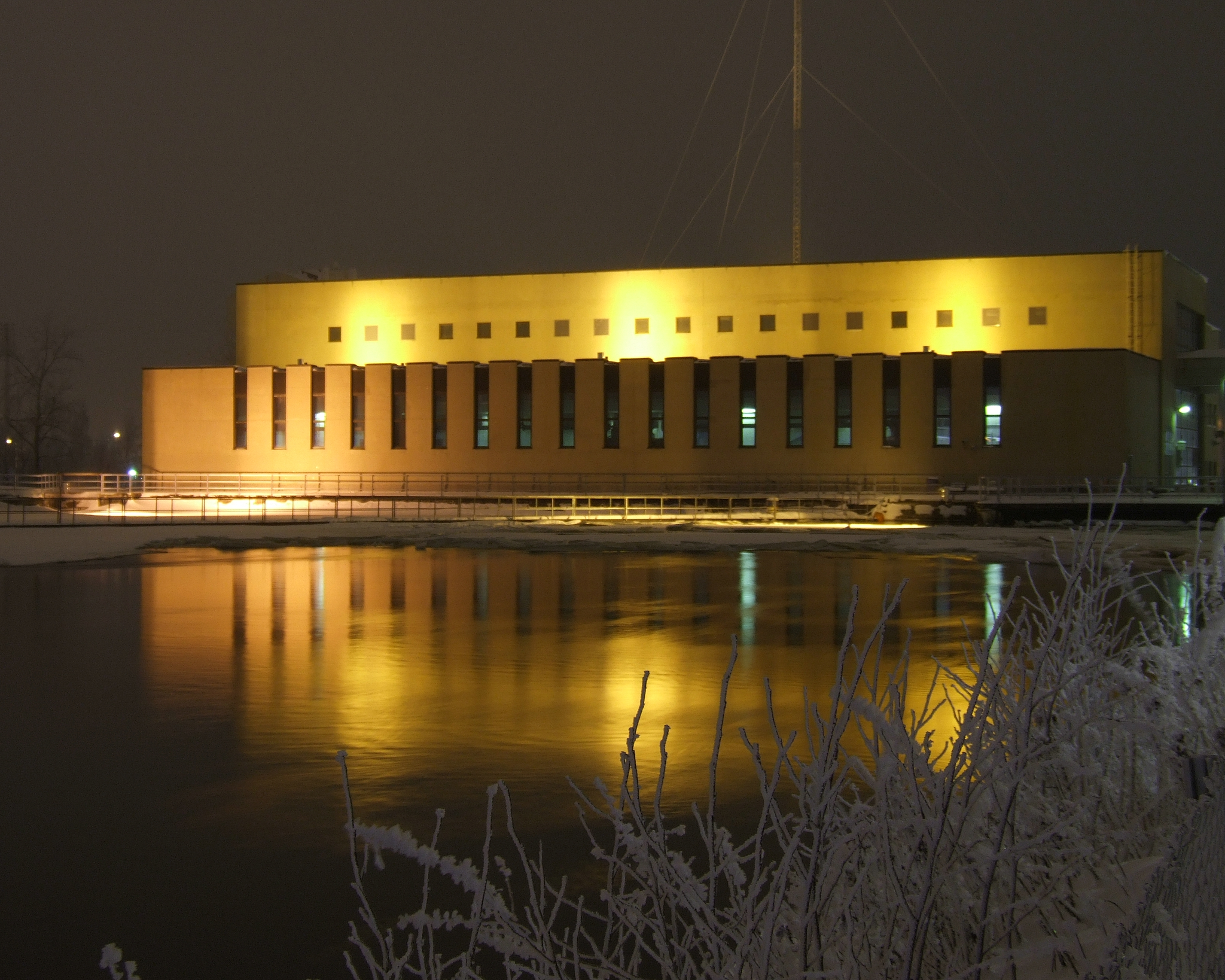
Elektrownia Merikoski

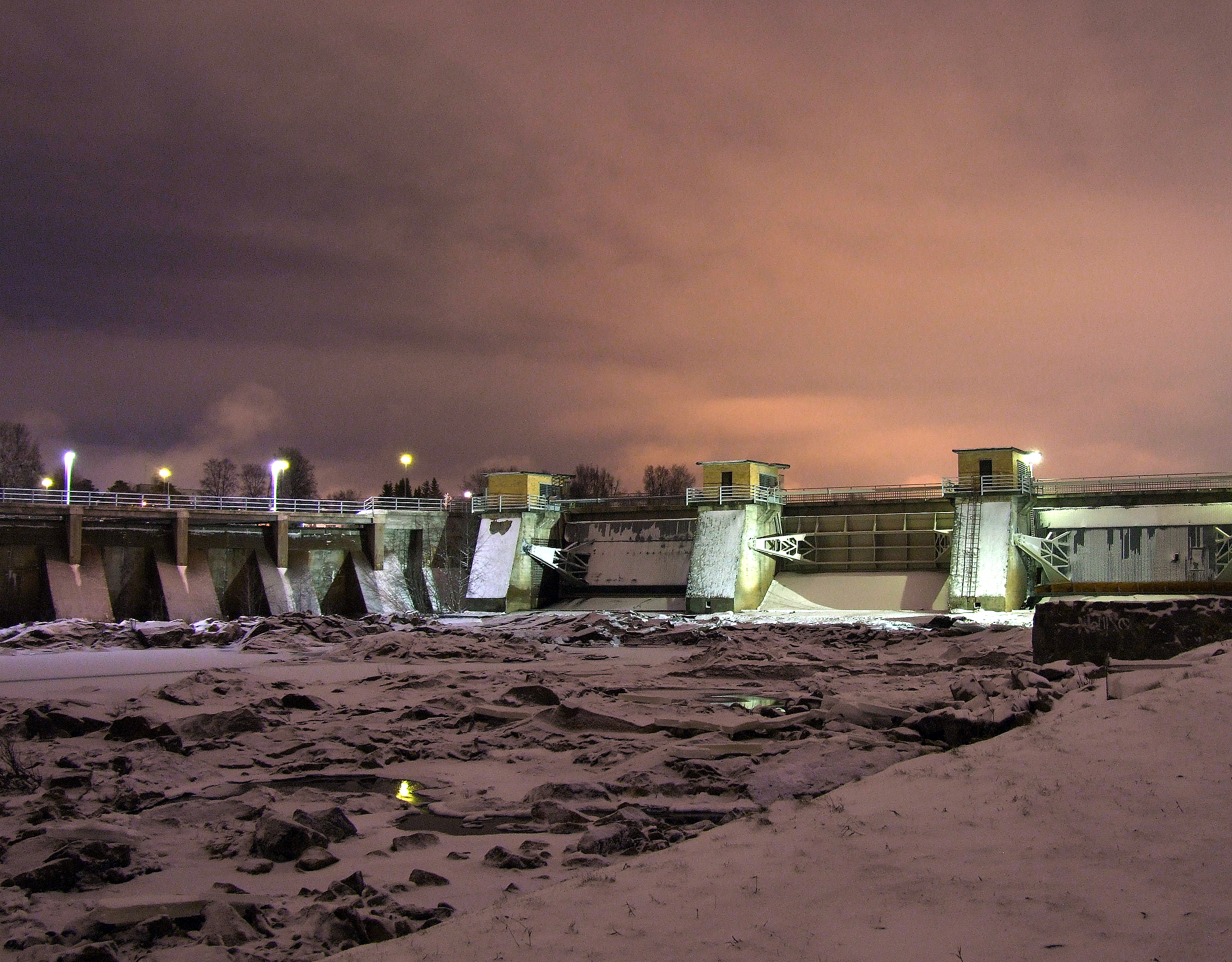
Merikoski zimą

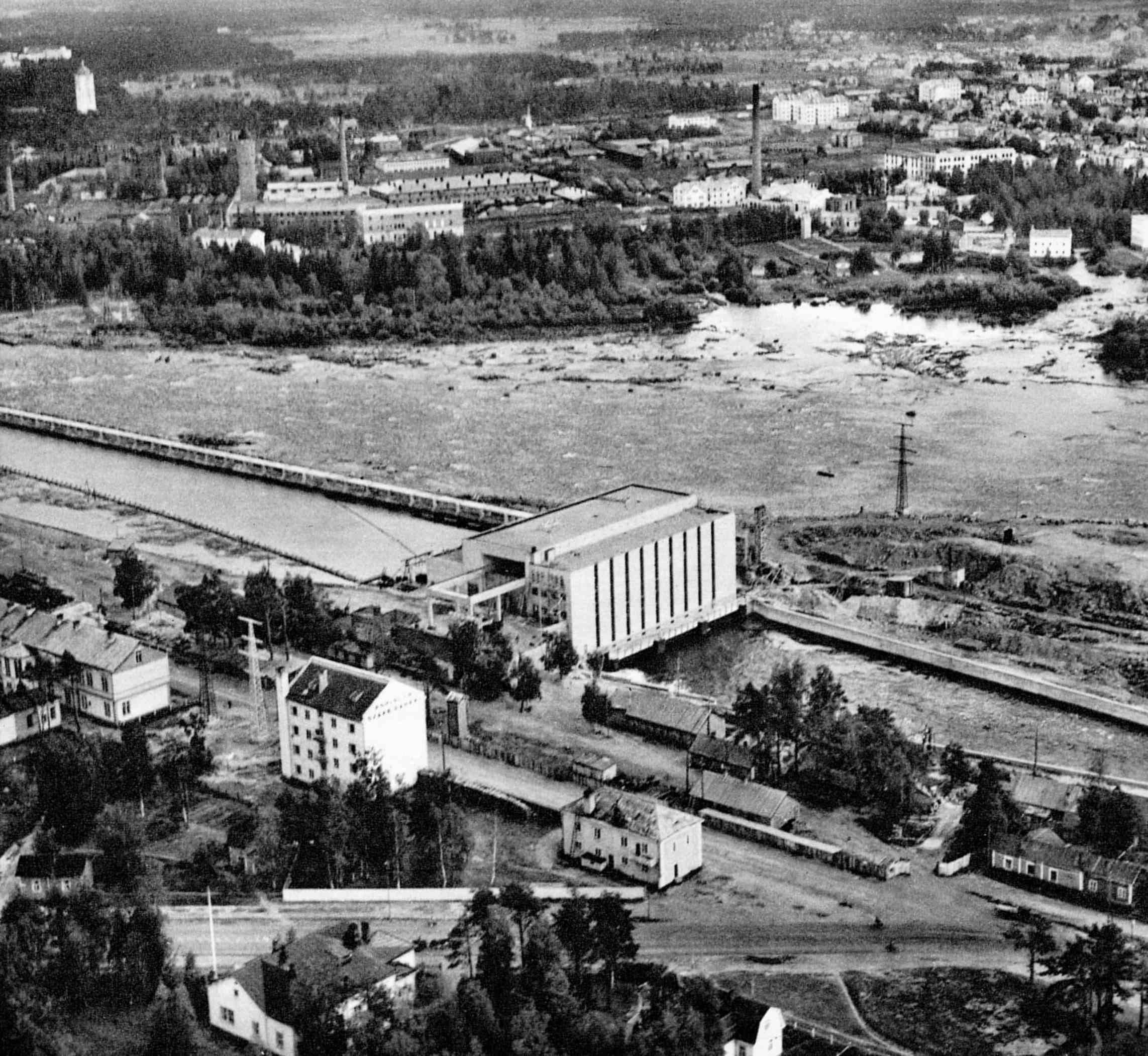
Widok z lotu ptaka na elektrownię w roku 1950

Elektrownia wodna Merikoski – elektrownia wodna na rzece Oulujoki znajdująca się w mieście Oulu w Finlandii. Średni przepływ wody wynosi 240 m³/s, co pozwala na produkcję 39,2 MW energii (stanowi to około 1/3 zapotrzebowania energetycznego miasta). Elektrownia wyposażona jest w trzy turbiny Kaplana, każda o mocy 13 MW. Możliwości produkcyjne to 140-250 GWh/a, przy czym średnio wynosi ona 195 GWh/a.

## Historia
Oulu rozpoczęło produkcję własnej energii w roku 1889. W 1903 roku powstała elektrownia wodna na Lasareetin haara - odnodze Oulujoki w pobliżu szpitala miejskiego. W 1908 roku rząd wydał pozwolenie na budowę zapory zimowej. W 1915 rozpoczęto badania nad opłacalnością budowy elektrowni wodnej w jej pobliżu. Badania te ukończono dopiero w roku 1937, a dwa lata później miasto otrzymało pozwolenie na budowę elektrowni, a rada miejska zdecydowała budowę rozpocząć. Miasto miało wówczas około 24 tys. mieszkańców, którzy zużywaliby ledwie około 1/16 energii produkowanej przez elektrownię.
Projekt elektrowni wykonał Bertel Strömmer. Budowa rozpoczęła się w roku 1940. Ze względu na wojnę zimową i II wojnę światową oraz związany z nimi niedobór siły roboczej, prace posuwały się wolno. Budowę ukończono w 1946 roku, a pierwszy generator uruchomiono w roku 1948. Wtedy też Merikoski została podłączona do narodowej sieci energetycznej. Kolejne generatory uruchamiano w ciągu następnych 6 lat. 
W 1993 roku rozpoczęto gruntowny remont elektrowni, w wyniku którego m.in. podwyższono wysokość zapory do 11 m.